# Île Longue
Île Longue (bretonisch Enez-Hir) ist eine Landzunge auf der Crozon-Halbinsel im Département Finistère in der Bretagne in Frankreich. Sie ist in der Bucht Rade de Brest südlich von Brest gelegen. Eine Insel gleichen Namens liegt im Département Morbihan.

## Marinestützpunkt

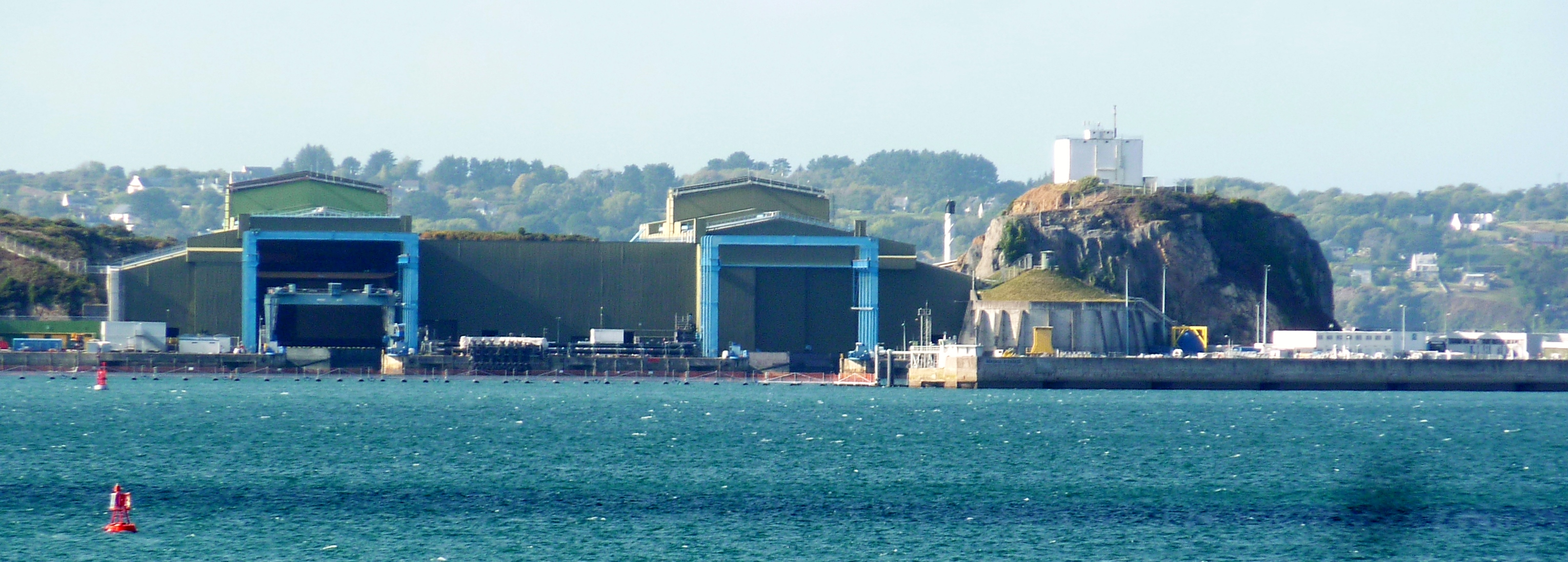
Die Île Longue von Lanvéoc aus gesehen

Die Halbinsel wird als Marinestützpunkt der französischen Marine genutzt, insbesondere auch für die SSBN-U-Boote der Atomstreitmacht und die damit verbundenen technischen Anlagen.

## Das Internierungslager auf Île Longue 1914–1919

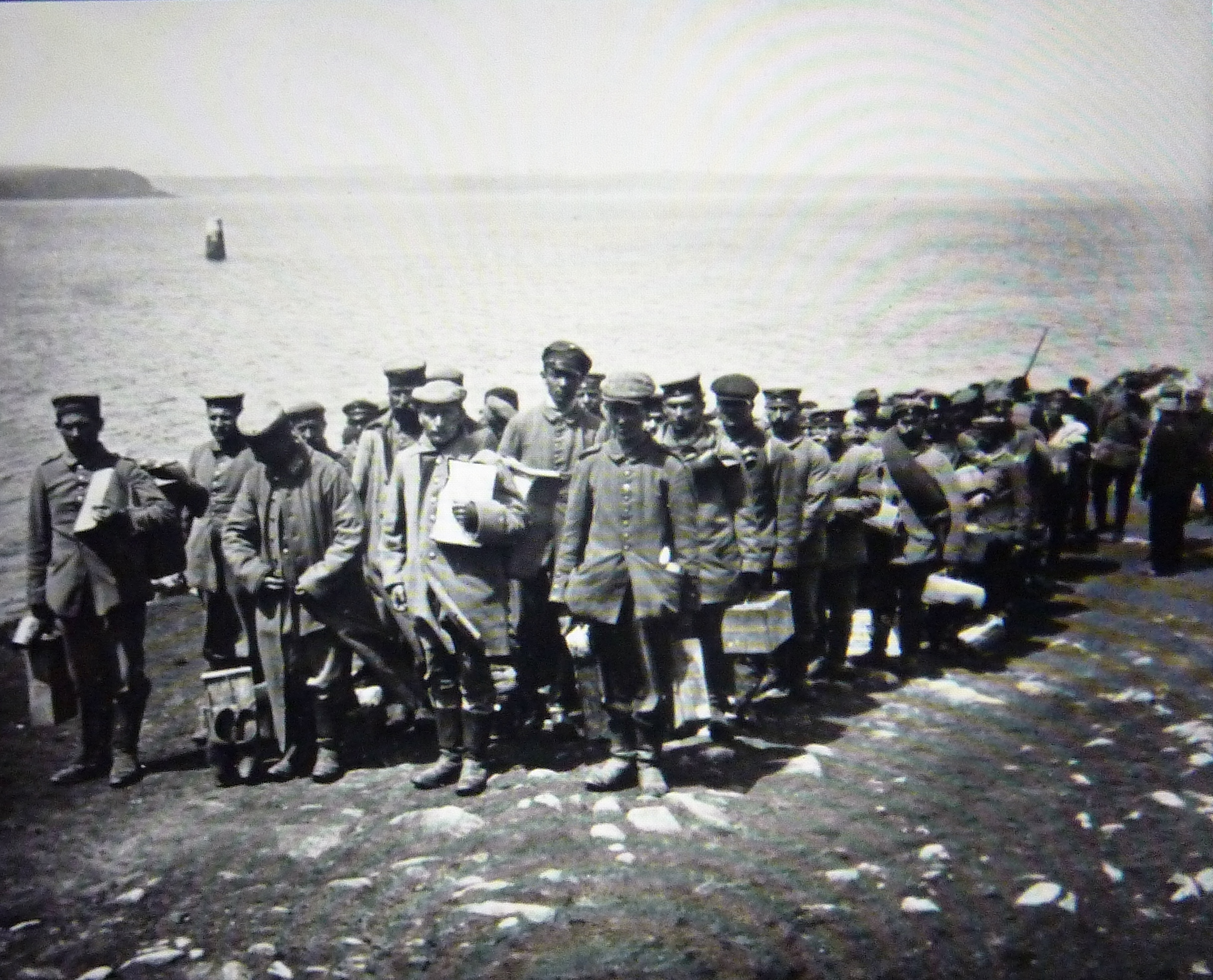
Ankunft von Kriegsgefangenen auf der Île Longue

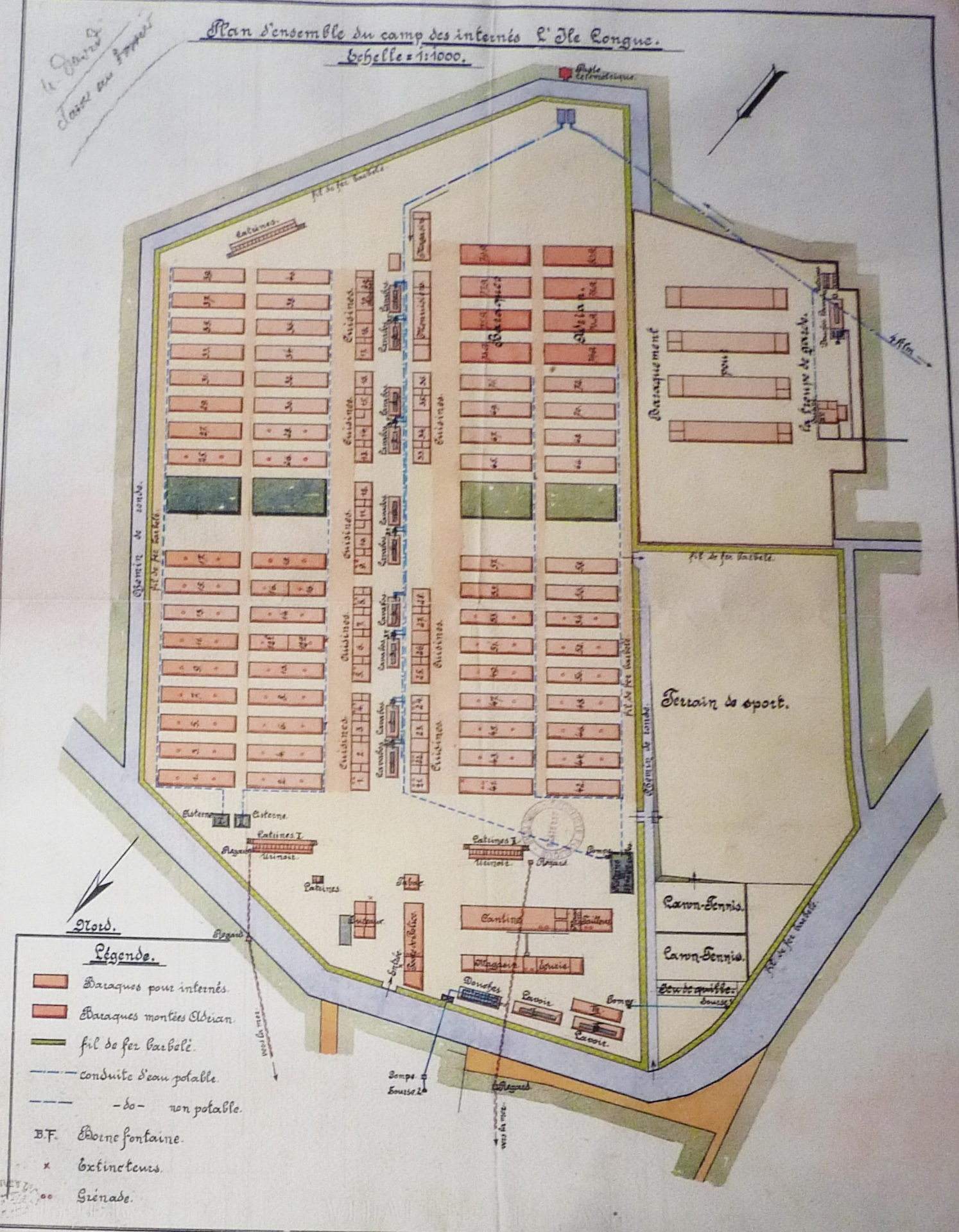
Plan des Internierungslagers

Auf der Île Longue, dieser kleinen und abgelegenen Landzunge in der Brester Bucht, befand sich während des Ersten Weltkriegs ein Internierungslager, in dem vor allem deutsche, österreichische, ungarische und türkische Zivilisten einsaßen. Als erste wurden dort die männlichen Passagiere des von der französischen Marine aufgebrachten holländischen Passagierdampfers Nieuw Amsterdam eingesperrt, der eine große Zahl von Reservisten aus Nord- und Südamerika von New York aus nach Rotterdam bringen sollte. Unter den Passagieren befanden sich viele Künstler, Musiker, Wissenschaftler und Gelehrte, denen es gelang, im Lager ein hochentwickeltes Kulturleben zu entfalten. So ist es z. B. dem Internierten Georg Wilhelm Pabst, der später ein bedeutender Filmregisseur werden sollte, zu verdanken, dass besonders das Lagertheater zu einer erstaunlichen Blüte gelangte. In der von den Internierten selbst geschriebenen, künstlerisch gestalteten und herausgegebenen Lagezeitung « Die Insel-Woche » ist ein eindrucksvolles Zeugnis der Realität des Lagerlebens erhalten geblieben.